# Agami trompette
Espèce
Statut de conservation UICN

 LC  : Préoccupation mineure
L'Agami trompette (Psophia crepitans) est une espèce d'oiseaux de la famille des psophiidés.

## Répartition
C'est un oiseau des forêts primaires d'Amazonie (Colombie, Venezuela, Guyane française, Guyana, Suriname, Brésil et nord-est du Pérou).
Il est assez fréquent en Guyane, sauf dans la région côtière.

## Galerie

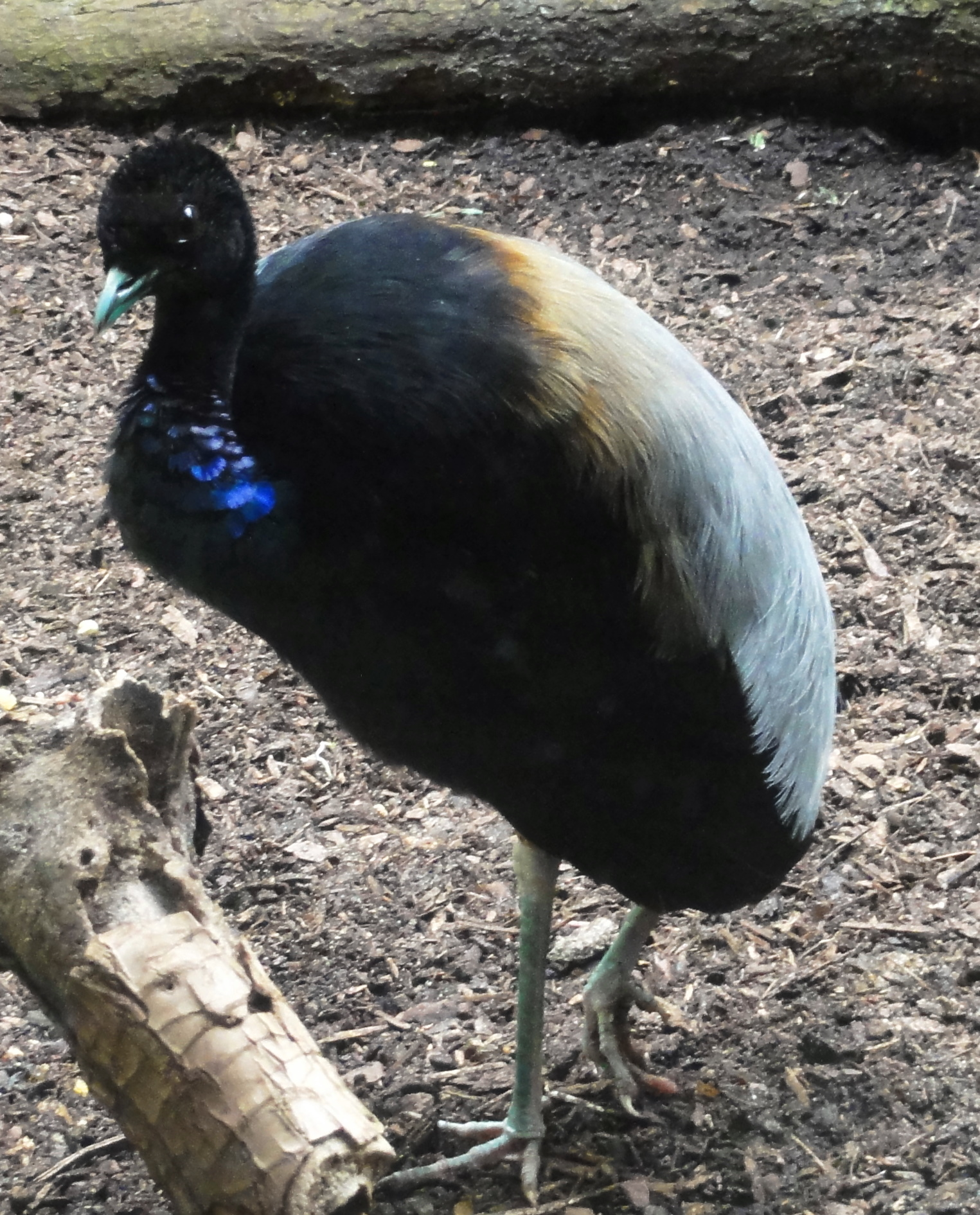
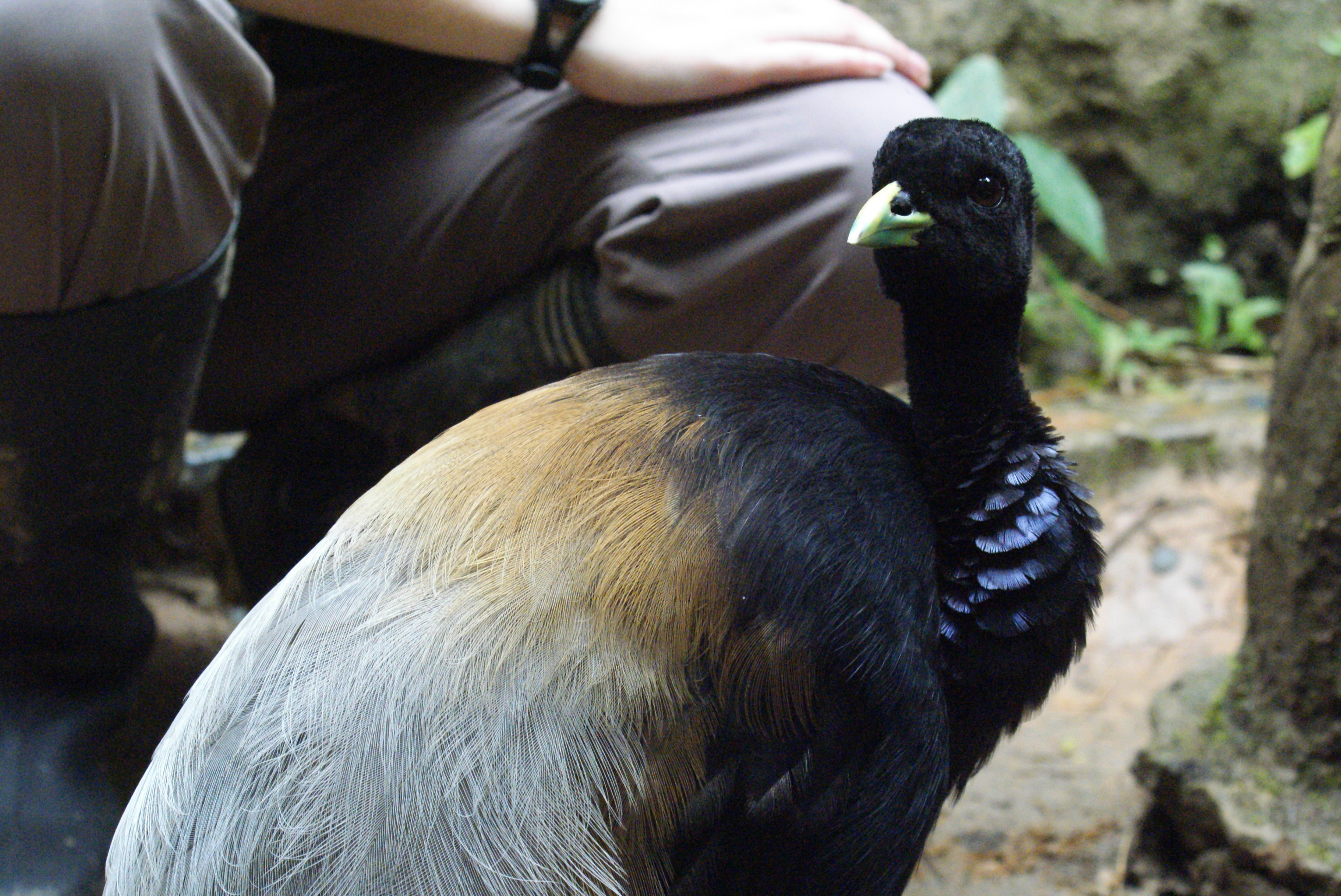
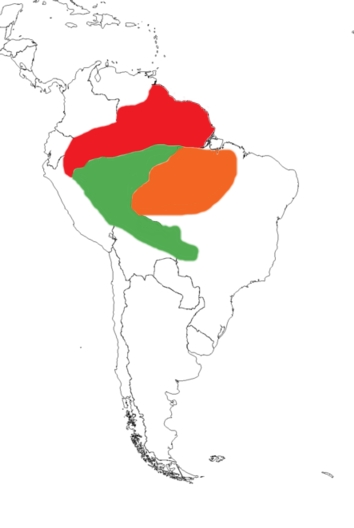
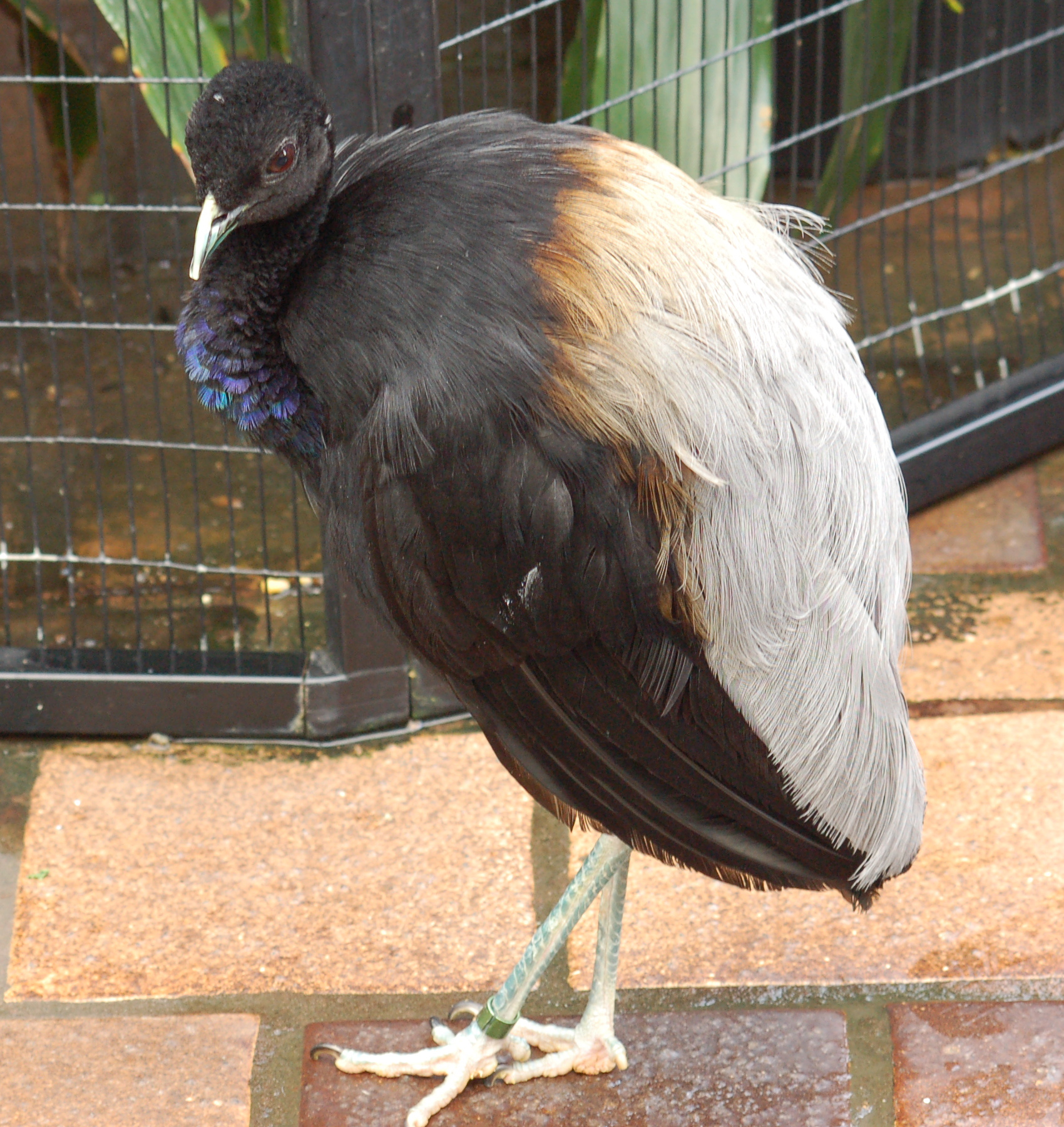

## Caractéristiques
- Longueur : 48–56 cm
- Envergure : cm
- Poids : 1,3 kg